# 芝麻球
芝麻球（しまきゅう、チーマーチュー、チーマーカオ）は中華料理の甜点心（甘い点心）、菓子の一種。
日本では（揚げ）胡麻団子、ゴマタマとも呼ばれる。中国語では麻球（マーチュウ）、芝麻棗（チーマーザァオ）などの別名もある。広東語では煎堆（チントイ）と呼ばれる。

## 概要
胡麻餡を白玉粉に水と胡麻油を混ぜた生地で包み、まわりに白胡麻または黒胡麻をまぶし揚げて作る。
胡麻餡の代わりに小豆の漉し餡を使ったり、蓮の実餡を使うなどのバリエーションもある。
また、中に餡を入れず、暖まった空気で中空のまま膨らませながら揚げる『功夫麻球（ゴンフーマーチュウ）』もある。

## オンデオンデ

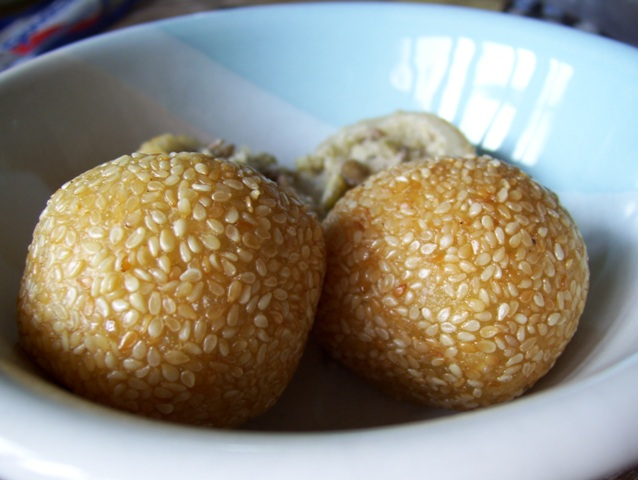
インドネシアのオンデオンデ

マレーシア、インドネシアにはオンデオンデと呼ばれる餅菓子がある。
キャッサバともち米を練り合わせた餅皮の中に、黒砂糖とココナッツなどの餡を入れ、茹でる、揚げるなどの調理をする。
餅皮に香り付けと色づけのパンダナス（英語名：Pandanus、タコノキ科植物の葉）を混ぜたオンデオンデは鮮やかな緑色をしている。
外側にはココナッツ・パウダーを塗す。
インドネシアでは華僑の持ち込んだ芝麻球も、オンデオンデのバリエーションの一つとして定着している。